# Kierzna (Masyw Śnieżnika)
Kierzna (niem. Wiedmuths Busch, 564 m n.p.m.) – wzniesienie w południowo-zachodniej Polsce w Sudetach Wschodnich, w Masywie Śnieżnika – Krowiarkach.

## Położenie
Wzniesienie, położone w Sudetach Wschodnich, w północno-wschodniej części Masywu Śnieżnika, w grzbiecie Krowiarek odchodzącym ku północnemu wschodowi od Przełęczy Puchaczówka, około 1,5 km na południowy zachód od miasteczka Lądek-Zdrój. Jest to wydłużony, niezbyt rozległy masyw, ciągnący się ku północnemu wschodowi w kierunku Lądka. Ku północnemu zachodowi odchodzi od niego niezbyt wyraźny grzbiet łączący go z Radoszką. Na południowym zachodzie przełęcz Farna Lgota łączy go z Siniakiem. Na południe od wzniesienia położone są Kąty Bystrzyckie, na zachód przysiółek Kątów Kłodno, a na północ Radochów.

## Budowa geologiczna
Wzniesienie zbudowane ze skał metamorficznych należących do metamorfiku Lądka i Śnieżnika, głównie gnejsów.

## Roślinność
Wzniesienie porasta las mieszany regla dolnego, a wokół rozciągają się łąpi i pola orne.